# Nazlat Hamzawi
Nazlat Hamzawi – miejscowość w Egipcie, w muhafazie Al-Minja. W 2006 roku liczyła 6351 mieszkańców.